# Ad Turres (Tarraconense)
Ad Turres és una de les estacions al llarg de la Via Augusta que apareix en els Vasos Apol·linars, i se suposa que es trobava en algun punt entre Villena (Alt Vinalopó) i la Font de la Figuera (La Costera). Degué ser una vil·la romana, mansio o posta, atés que, en estar introduït el topònim amb ad (en llatí, 'cap a') significa que no estava a la vora de la via, sinó a certa distància, unida per un braç secundari. Antigament, la van relacionar amb Castalla, però hui es té aquesta hipòtesi per totalment errònia.
D'altra banda, algunes troballes rellevants al Santuari de las Virtudes de Santa Cruz de Mudela podrien apuntar cap aquesta ubicació, si bé de moment és tan sols una hipòtesi més.